# Gitik
Gitik is een bestuurslaag in het regentschap Banyuwangi van de provincie Oost-Java, Indonesië. Gitik telt 2644 inwoners (volkstelling 2010).